# كرة القدم في أوكرانيا
كرة القدم هي الرياضة الأكثر شعبية في أوكرانيا. الاتحاد الأوكراني لكرة القدم هو الهيئة الإدارية الوطنية وهو مسؤول عن الإشراف على جميع جوانب لعبة كرة القدم في البلاد. تم تنظيمه في عام 1991 ليحل محل الاتحاد السوفيتي لكرة القدم في جمهورية أوكرانيا الاشتراكية السوفياتية، الذي تم إنشاؤه في وقت سابق من عشرينيات القرن الماضي كجزء من النظام السوفيتي لمجالس الثقافة البدنية. الاتحاد الأوكراني لكرة القدم هو منظمة غير حكومية وعضو في اللجنة الأولمبية الوطنية في أوكرانيا.